# 밀양시장
밀양시장은 경상남도 밀양시의 시장이다.

## 관선(1989. 1.~1995. 6.)
| 대수 | 이름   | 임기                            | 비고 |
| ---- | ------ | ------------------------------- | ---- |
| 초대 | 박창기 | 1989년 1월 1일~1992년 4월 22일  |      |
| 2대  | 이진영 | 1992년 4월 23일~1993년 7월 19일 |      |
| 3대  | 강태선 | 1993년 7월 20일~1994년 7월 3일  |      |
| 4대  | 김진백 | 1994년 7월 4일~1994년 12월 31일 |      |
| 5대  | 김진백 | 1995년 1월 4일~1995년 3월 31일  |      |
| 6대  | 권욱   | 1995년 4월 4일~1995년 6월 30일  |      |

## 민선(1995. 7.~)
| 대수     | 이름   | 임기                             | 비고          |
| -------- | ------ | -------------------------------- | ------------- |
| 7대      | 이상조 | 1995년 7월 1일~1998년 6월 30일   | 민선1기       |
| 8대      | 이상조 | 1998년 7월 1일~2002년 6월 30일   | 민선2기. 재선 |
| 9대      | 이상조 | 2002년 7월 1일~2006년 6월 30일   | 민선3기. 3선  |
| 10대     | 엄용수 | 2006년 7월 1일~2010년 6월 30일   | 민선4기       |
| 11대     | 엄용수 | 2010년 7월 1일~2014년 6월 30일   | 민선5기. 재선 |
| 12대     | 박일호 | 2014년 7월 1일~2018년 6월 30일   | 민선6기       |
| 13대     | 박일호 | 2018년 7월 1일~2022년 6월 30일   | 민선7기. 재선 |
| 14대     | 박일호 | 2022년 7월 1일~2023년 12월 11일  | 민선8기. 3선  |
| 권한대행 | 허동식 | 2023년 12월 12일~2024년 4월 11일 |               |
| 15대     | 안병구 | 2024년 4월 11일~                 | 민선8기       |

## 같이 보기
- 밀양시의 국회의원
- 밀양시장 선거